# Placido Piedade D’Souza
Placido Piedade D’Souza es un diplomático indio retirado.
Placido Piedade D’Souza es hijo de Nascimenta y Benedict.
- En 1956 entró al servicio exterior y fue empleado en Berna, Yakarta y Adís Abeba.
- De 1968 a 1969 fue secretario de embajada en Nairobi.
- En 1972 fue designado oficial del National Defence College (India).
- De febrero de 1973 a octubre de 1975 fue embajador en Panamá (ciudad) con coacredición en: Managua y San José (Costa Rica).
- De octubre de 1975 a 1978 fue embajador en Kinshasa (República Democrática del Congo) con coacredición en: Brazzaville (República del Congo), Libreville (Gabón), Bangui (República Centroafricana) y Malabo (Guinea Ecuatorial).
- De 1978 a 1980 fue secretario de enlace en el Ministerio de Asuntos Exteriores y miembro del Center for Spanish Studies en la escuela de lenguas en la en:Jawaharlal Nehru University.
- De 1980 a 1983 fue cónsul general en Nueva York.
- De 1983 a 1986 fue Alto Comisionado en Puerto España (Trinidad y Tobago) con comisión en Saint George (Granada) (Granada (país)), Roseau (Dominica), Kingstown (San Vicente y las Granadinas), Castries (Santa Lucía), Saint John (Antigua y Barbuda) ( Antigua y Barbuda) Basseterre (San Cristóbal y Nieves) y Comisionado en El Valle (Anguila) (Anguila (dependencia))
- De 1986 a noviembre de 1991 fue Alto Comisionado en Hong Kong y Cónsul general en Macao,[1]